# Thomas George Montgomerie
Thomas George Montgomerie (Ayr, Escòcia, 23 d'abril del 1830 - Bath, 31 de gener del 1878) va ser un geògraf britànic. Va participar en el Gran Projecte de Topografia Trigonomètrica de l'Índia com a tinent enginyer reial en els anys 1850. Va ser la persona que va donar nom al K2, la segona muntanya més alta del món, on la "K" fa referència a Karakoram, la serralada en què es troba la muntanya. Malgrat que el pic també fou anomenat Godwin-Austen, en honor del responsable del Projecte d'aquell moment, la denominació K2 s'ha convertit en el nom més emprat de la muntanya, i, avui en dia, és el nom oficial.
Tot i que sovint se li va negar l'accés a la zona i, per tant, a observar la muntanya de ben a prop, la feina feta per Montgomerie ha demostrat ser d'una gran precisió. Les altures calculades dels cims més importants són molt properes a les mesures realitzades en l'actualitat, amb uns mitjans tecnològics molt superiors.
Posteriorment, va estar involucrat en els intents d'estendre l'exploració general de l'Índia al Tibet. El Tibet no formava part de l'imperi Britànic i estava tancat als estrangers, per la qual cosa va emprar i entrenar indis, que van entrar al Tibet disfressats com a tibetans viatgers.